# Szennyvizekben levő szerves anyag meghatározása
A vizekben előforduló szerves anyagok kimutatására, mennyiségi meghatározására többféle módszer áll rendelkezésre. Mindnél közös, hogy mennyiségüket azzal az oxigénmennyiséggel jellemzik, amely az adott körülmények között az  oxidálásukhoz szükséges.

## Biokémiai oxigénigény (BOI)
A szerves anyag meghatározás egyik lehetősége a biokémiai oxigénigény, amely azt az adott idő alatt felhasznált oxigénmennyiséget jelenti, amelyet a vízben levő mikroorganizmusok a szerves anyagok aerob  (oxigéntartalmú környezetbeni) biokémiai lebontásához felhasználnak. A mérés 20 Celsius-fokon történik. Mintavételkor megmérjük az anyag oldott oxigén tartalmát, majd 5 nap múlva ismét. A két mérés között elfogyott oxigén mennyiségét nevezzük a biológiai oxigénigénynek (BOI5).
Beszélhetünk teljes biokémiai oxigénigényről (TBOI) is, amely azt az oxigénmennyiséget jelenti, ami az összes szerves szennyező biokémiai lebontásához szükséges.

## Permanganátos kémiai oxigénigény (KOIps)
Kémiai oxigénigény meghatározásakor meghatározzuk azt az oxigénmennyiséget, amely a szerves anyagok kémiai úton történő lebontásához szükséges. A permanganátos jelző arra utal, hogy a vízben levő szerves anyagokat kálium-permanganáttal elroncsoljuk, és a maradék permanganátot kétszeresen visszatitráljuk oxálsavval. Indikátor a permanganát saját színe.  
A lejátszódó reakciók a következők:
- 2 KMnO4 + 3 H2SO4 → K2SO4 + 2 MnSO4 + 3 H2O + 5 ’O’
- 2 MnO−4 + 5 (COO)2−2 + 16 H+ → 2 Mn2+ + 10 CO2 + 8 H2O

## A kromátos oxigénigény (KOIk)
Erősen savas közegben a vízben levő szerves anyagokat ezüst-szulfát katalizátor jelenlétében kálium-bikromáttal roncsoljuk, majd vas(II)-ammónium szulfát mérőoldattal visszatitráljuk a maradék kálium-dikromátot.  Indikátor a ferroin.
A következő kémiai reakciók játszódnak le:
- K2Cr2O7 + 4H2SO4 = K2SO4 + Cr2(SO4)3 + 4H2O + 3'O'
- Cr2O2−7 + 6 Fe2+ + 14 H+ = 2 Cr2+ + 6 Fe3+ + 6Fe3+ + 7 H2O

A KOI-meghatározás esetén pozitív hibával számolhatunk, mivel a vízben levő szervetlen anyagok is reagálhatnak a kálium-permanganáttal vagy a kálium-bikromáttal, ezért egyre gyakrabban alkalmazzák a KOI helyett a teljes szerves széntartalom meghatározást (TOC).
A TOC meghatározása két lépésben történik. Először a teljes szenet határozzuk meg (TC) úgy, hogy a mintát oxigénárammal áramoltatjuk egy nagy hőmérsékletű (680-900 oC) katalizátorral töltött csőbe. Itt a szén szén-dioxiddá alakul, amelyet infravörös detektor mérni tud, mivel a szén-dioxidnak a infravörös fényben elnyelése van. A második lépés a minta szervetlen széntartalmának (IC)meghatározása. A két eredmény különbsége adta meg a teljes szerves széntartalmat (TOC: total organic carbon)